# CCDC24
CCDC24 (англ. Coiled-coil domain containing 24) – білок, який кодується однойменним геном, розташованим у людей на 1-й хромосомі. Довжина поліпептидного ланцюга білка становить 307 амінокислот, а молекулярна маса — 34 322.
| 10         |  | 20         |  | 30         |  | 40         |  | 50         |
| ---------- |  | ---------- |  | ---------- |  | ---------- |  | ---------- |
| MLRHSPSLWE |  | LVEEHVPLRE |  | RREVKRILGE |  | AAVDLSLELR |  | AEVAMLRALL |
| QEARSSQAPS |  | SRPISDPSSL |  | LAPPPLLKDL |  | LRQELRQLLQ |  | GLRHKAICEG |
| RDQAQAWVQY |  | SPRVLHFALE |  | EPRCDLPEQE |  | IFQMRGGGPS |  | SGHRDLSIIK |
| DQLNVSNIDQ |  | VARHLRGLLE |  | EECHTLEREI |  | LILQRCLEEE |  | YLRPCHPSEA |
| ALEPTLAELK |  | EQKKAMEQEL |  | QASVGPSCVS |  | PNHRQRPLGS |  | STQGLRPPLP |
| LCGVAPLQCC |  | LPAPPLEPYL |  | RPRGQSATHR |  | WGRQLQCSPR |  | EGPASTPMSS |
| AAPQAPA    |  |            |  |            |  |            |  |            |

A: Аланін

C: Цистеїн

D: Аспарагінова кислота

E: Глутамінова кислота

F: Фенілаланін

G: Гліцин

H: Гістидин

I: Ізолейцин

K: Лізин

L: Лейцин

M: Метіонін

N: Аспарагін

P: Пролін

Q: Глутамін

R: Аргінін

S: Серин

T: Треонін

V: Валін

W: Триптофан

Задіяний у такому біологічному процесі, як альтернативний сплайсинг. 